# Daniel Havel
Daniel Havel, född den 10 augusti 1991 i Prag, Tjeckien, är en tjeckisk kanotist.

## Karriär
Havel tog OS-brons i K-4 1000 meter i samband med de olympiska kanottävlingarna 2012 i London.
Vid de olympiska kanottävlingarna 2016 i Rio de Janeiro tog han en bronsmedalj i K-4 1000 meter.
Vid VM i Köpenhamn 2021 tog Havel brons i K-4 500 meter tillsammans med Jakub Špicar, Jan Vorel och Radek Šlouf.